# Borostomias antarcticus
Borostomias antarcticus es una especie de pez de la familia Stomiidae en el orden de los Stomiiformes.

## Morfología
• Los machos pueden llegar alcanzar los 30 cm de longitud total.

## Alimentación
Come peces hueso y crustáceos.

## Hábitat
Es un pez de mar y de aguas profundas que vive entre 300-2630 m de profundidad.

## Distribución geográfica
Se encuentra en el  Atlántico oriental (desde Nunavut hasta el mar Cantábrico, incluyendo el oeste del Mediterráneo) y el Océano Antártico entre 35 ° S y 65 ° S.